# نووپولتاوا
نووپولتاوا (به لاتین: Novopoltava) یک منطقهٔ مسکونی در روسیه است که در سرزمین آلتای واقع شده‌است.